# زندگی دوگانه ورونیکا
زندگی دوگانهٔ ورونیک (به فرانسوی: La double vie de Véronique) فیلمی درام به کارگردانی کریشتوف کیشلوفسکی محصول سال ۱۹۹۱ است.
موسیقی متن فیلم ساختهٔ آهنگساز لهستانی، زبیگنیف پرایزنر است.
موفقیت فیلم زندگی دوگانه ورونیک باعث شد کیشلوفسکی، سه‌گانه مشهور خود: آبی، سفید، قرمز را بسازد.

## خلاصه داستان
ورونیکا (ایرن ژاکوب) به کراکوف می‌آید و در مدرسه موسیقی به تحصیل آواز می‌پردازد، اما پس از مدتی بیمار می‌شود و طی نخستین اجرای عمومی‌اش روی صحنه می‌میرد. در همین زمان در پاریس، ورونیک (ژاکوب) آرزوهایش را برای بدل شدن به یک خواننده حرفه‌ای کنار می‌گذارد تا معلم مدرسه شود و در این بین با عروسک‌گردانی ملاقات می‌کند. ورونیک در ضمن گویی با نوعی تله‌پاتی وجود همزادِ درگذشته‌اش را حس می‌کند.

## جوایز
- برنده جایزه بهترین بازیگر زن در جشنواره فیلم کن